# Districtul Wat Phleng
Wat Phleng (în thailandeză วัดเพลง) este un district (Amphoe) din provincia Ratchaburi, Thailanda, cu o populație de 12.228 de locuitori și o suprafață de 37,892 km².

## Componență
Districtul este subdivizat în 3 subdistricte (tambon), care sunt subdivizate în 28 de sate (muban).
| Nr. | Name         | Thai name  | Sate | Locuitori |  |
| --- | ------------ | ---------- | ---- | --------- |  |
| 1.  | Ko San Phra  | เกาะศาลพระ | 10   | 3715      |  |
| 2.  | Chom Prathat | จอมประทัด   | 8    | 3507      |  |
| 3.  | Wat Phleng   | วัดเพลง     | 10   | 5006      |  |